# Tour della nazionale maschile di rugby a 15 della Francia 1992
Nel periodo tra le edizioni della Coppa del Mondo di rugby del 1991 e del 1995, la nazionale di rugby XV della Francia si è recata varie volte in tour oltremare.

## In Argentina
Nel 1992, la Francia supera l'Argentina in due test (27-12) e (33-9)

## Risultati
Sistema di punteggio: meta = 5 punti, Trasformazione=2 punti. Punizione= 3 punti. drop = 3 punti. 
| Arbitro: | Paul Bleckwedell |

|                     |      |                                                                           |
| Giaimo, Merlo       | mt   | Saint André 3 Benetton 2, Marfaing Penaud, Ougier Bernat-Salles, Gonzalez |
| G. Alvarez, Herrera | tr   |                                                                           |
| G. Alvarez 2        | c.p. | Ougir 6                                                                   |

| Arbitro: | José L. Rolandi |

|                |      |                                  |
| c.p.: Mendez 4 | mt   | Sadourny Marfaing, Bernat Salles |
|                | tr   | Viras 2                          |
|                | c.p. | Viras 2                          |
|                | drop | Reight                           |

| Arbitro: | Miguel Angel Peyrone |

|              |      |                     |
| meta tecnica | mt   | Penaud, Saint André |
| Mesón        | tr   | Viras 2             |
| Mesón 6      | c.p. | Viras 3             |

| Arbitro: | Efraim Sklar |

|           |      |                      |
| Crexell 6 | mt   | Saint André, Viras 2 |
|           | tr   | Viars                |
|           | c.p. | Viars 5              |

| Arbitro: | Gabriel Bavio |

|                 |      |                      |
| 2 mete tecniche | mt   | Bernat-Salles, Viars |
| Cremaschi 2     | tr   | Viras                |
| Cremaschi 6     | c.p. | Viras 4              |
|                 | drop | Reigt 2              |

| Arbitro: | Freek Burger |

| |            | |
| | mt         | Deylaud, Viars |
| | tr         | Deylaud |
| Meson 3 | c.p.       | Viars 4 |
| Arbizu | drop       | Penaud |
| 15 Luis Criscuolo, 14 Gustavo Jorge, 13 Santiago Meson, 12 Hernan Garcia Simon, 11 Diego Cuesta Silva, 10 Lisandro Arbizu, 9 Gonzalo Camardon, 8 Mario Carreras, 7 Raul Perez, 6 Pablo Garreton (c), 5 German Llanes, 4 Pedro Sporleder, 3 Federico Mendez Azpillaga, 2 Mariano Bosch, 1 Diego Cash, sostituti:, Federico Jose Mendez, Rodrigo Crexell, Francisco Irarrazaval, Jose Santamarina, Ricardo le Fort, Manuel Aguirre | Formazioni | 15 Stephane Ougier, 14 Philippe Saint-Andre, 13 Michel Marfaing, 12 Christophe Deylaud, 11 Sebastien Viars, 10 Alain Penaud, 9 Aubin Hueber, 8 Jean-Francois Tordo, 7 Marc Cecillon (c), 6 Philippe Benetton, 5 Jean-Marie Cadieu, 4 Christophe Deslandes, 3 Philippe Gallart, 2 Jean-Michel Gonzalez, 1 Louis Armary, sostituti:, Jean-Luc Sadourny, Christian Coeurveille |

| Arbitro: | Ricardo Bordcoch |

|         |      |         |
| Carmona | mt   |         |
| Crexell | c.p. | Viars 2 |

Partita sospesa dopo 3 minuti del secondo tempo per un guasto all'impianto di illuminazione
| Arbitro: | Freek Burger |

| |            | |
| | mt         | Hueber Saint-Andre, Viars |
| | tr         | Viars 3 |
| Meson 2 | c.p.       | Viars 3 |
| Arbizu | drop       | Hueber |
| 15 Luis Criscuolo, 14 Martin Teran Nougues, 13 Santiago Meson, 12 Diego Cuesta Silva, 11 Gustavo Jorge, 10 Lisandro Arbizu, 9 Gonzalo Camardon, 8 Jose Santamarina, 7 Raul Perez, 6 Pablo Garreton (c), 5 German Llanes, 4 Pedro Sporleder, 3 Federico Mendez Azpillaga, 2 Mariano Bosch, 1 Diego Cash, sostituti:, Rodrigo de la Arena, Federico Jose Mendez, Rodrigo Crexell, Francisco Irarrazaval, Manuel Aguirre, Ricardo le Fort, | Formazioni | 15 Jean-Luc Sadourny, 14 Philippe Saint-Andre, 13 Christian Coeurveille, 12 Christophe Deylaud, 11 Sebastien Viars, 10 Alain Penaud, 9 Aubin Hueber, 8 Marc Cecillon (c), 7 Jean-Francois Tordo, 6 Laurent Cabannes, 5 Jean-Marie Cadieu, 4 Christophe Deslandes, 3 Philippe Gallart, 2 Jean-Michel Gonzalez, Louis Armary, sostituti:, Philippe Benetton, Thierry Devergie |

## Marcatori
- Viars S. 112 (5 mete 9 trasfornazioni 9 punizioni)
- SaintAndré, P. 30 (6 mete)
- Ougier, S 17 (1 meta, 6 conversioni)
- Bernat Salles, P. 15 (3 mete)
- Penaud, A. 13 (2 mete 1 drop) 13
- Benetton, P.10 (2 mete)
- Marfaing, M. 10 (2 mete)
- Reigt, C. 9 (3 drop)
- Hueber, A 8 (1 meta 1 drop)
- Deylaud, C. 7 (1 meta 1 trasformazione)
- Gonzalez, J. 5 (1 meta)
- Sadourny, J. 5 (1 meta)

## Francia "B" in Zimbabwe
Tour della squadra sperimentale degli "emergenti"
| Bulawayo 1º agosto 1992 | Zimbabwe | 15 – 42 | Francia B |  |

| Harare 2 agosto 1992 | Zimbabwe | 16 – 37 | Francia B |  |